# Barbie și surorile ei în marea aventură cu cățeluși
Cea mai bună parte a unei aventuri este împărtășirea cu oamenii pe care îi iubești
Barbie
În engleză Barbie And Her Sisters in the Great Puppy Adventure
Barbie și surorile ei în Marea aventură a cățelușului
Marea aventură a cățelușului
informație
Date de lansare 27 octombrie 2015
6 octombrie 2017 (iTunes)
Timp de funcționare 76 de minute
Studio Arc Productions
Echipa de film / film
Regizorul Andrew Tan
Producător (i) Margaret M. Dean, Gabrielle Miles
Scriitoare (i) Amy Wolfram
Filmografie
Precedat de Barbie în Rock 'N Royals
Urmat de Barbie Spy Squad
Barbie & Her Sisters in The Great Puppy Adventure este al 31-lea film cu Barbie. A fost lansat în 27 octombrie 2015 Este disponibil în copie Blu-ray, DVD și digital

Descrierea oficială Barbie și surorile ei, Skipper, Stacie și Chelsea, și adorabilii lor prieteni cățeluși găsesc mister și aventură neașteptate atunci când se întorc în orașul natal al Willows. În timp ce traversează memento în podul Bunicii, surorile descoperă o hartă veche, despre care se crede că va conduce la o comoară pierdută de mult timp îngropată undeva în oraș. Cu păpușii lor în traie, cele patru fete merg într-o vânătoare de comori interesantă, pe parcurs descoperind că cea mai mare comoară dintre toate este dragostea și râsul pe care le împărtășesc ca surori
Poveste Barbie și surorile ei au mers să stea în Willows o săptămână de zile pentru că începeau vacanța de vară. Barbie i-a condus acolo în camperul lor roz. Fiind cea mai tânără, Chelsea nu și-a amintit de Willows, dar Barbie și-a amintit bine. Aștepta cu nerăbdare să petreacă timp cu bunica Roberts, cu care stăteau și să meargă la Willowfest împreună cu prietena ei din copilărie Christie
Câinele bunicii Roberts, Tiffany, a născut patru cățeluși, care se pot vorbi între ei, dar oamenii doar aud lătratele. Puii gravitau fiecare spre o anumită sora; Chelsea și-a numit cățelușul Miere, Stacie și-a numit cățelușul Rookie, Skipper și-a pus numele de cățeluș DJ, iar Barbie și-a numit cățelul Taffy
Surorile au urcat la etaj în camerele lor vechi, care aveau aceleași paturi și fotografii. Nu erau fotografii sau pat pentru Chelsea pentru că dormea într-un pătuț. Chelsea avea să doarmă în camera veche a lui Skipper și Stacie. Toți s-au dus la mansardă pentru a vedea dacă pot găsi ceva din Chelsea. Chelsea a găsit un leagăn pentru cățeluși. Skipper a găsit o hartă a comorii
Bunica a spus că comoara a fost îngropată de fondatorii orașului pentru o perioadă de nevoie, astfel încât Willows să prospere mereu. Surorile Barbie au vrut să meargă la o vânătoare de comori, dar Barbie a vrut să petreacă timp cu Christie. Skipper a făcut fotografii cu harta pe tableta ei, iar a doua zi au început să caute comoara
Barbie a cunoscut-o pe Christie la Willowfest. Au vrut să meargă la vechea lor plimbare favorită, Storminator, dar a fost închis. Joe și Marty i-au auzit pe Skipper, Stacie și Chelsea vorbind despre comoară și au decis să-i urmeze pentru a putea găsi comoara și să o aibă singuri
Bunica a spus că începe căutarea acolo unde a început orașul, ducându-l pe Skipper și surorile sale la primărie. L-au întâlnit acolo pe primarul Jenkins, care aproape a călcat pe un pas rupt, deoarece multe lucruri din oraș erau în stare de disperare. La primărie, ei văd o placă cu emblema Willows, care spunea „Lasă salcii să fie ghidul tău
Puii au cerut ajutorul unui câine pe nume Jack. A vrut să doarmă, dar a atins o altă placă pentru a face să apară un panou secret în tavanul pridvorului primăriei. Panoul a spus: „Am venit de departe în acest mare pământ
Purtând viitorul în palma noastră. "Skipper și-a folosit tableta pentru a găsi o fotografie cu tații fondatori, iar unul dintre ei ținea o vază cu o crenguță. Crenguta era din primul salcie, așa că au întrebat primarul să le arate vaza. Exista un farmec de salcie într-un compartiment secret de pe fundul vazei, așa că Stacie l-a pus pe un colier în caz că vor avea nevoie mai târziu. de kilometri și nu se obosește niciodată
Barbie a aflat că Christie trebuia să se îndepărteze, deoarece părinții ei nu-și mai permiteau să locuiască în Willows. Ea i-a spus bunicii la cină că nu au fost atât de multe călătorii la Willowfest pe care și-a amintit-o, iar bunica a răspuns că Willowfest s-a făcut mic de-a lungul anilor. Primarul Jenkins a avut în vedere anularea acesteia. După cină, bunica le-a arătat nepoților câteva filme de casă. Chelsea era un copil în ele și toate surorile erau în filme cu Christie
A doua zi, Barbie a ieșit cu Taffy să retrăiască amintiri bune. Surorile mai mici și cățelușii lor au mers să rezolve cea mai recentă ghicitoare și și-au dat seama că răspunsul a fost Lake Willows. De la roata feribotului de la Willowfest, Joe și Marty au observat fetele de la lac și au decis să le urmeze, astfel încât să poată începe să găsească comoara
La fântâna de apă, era o placă care spunea: „Unde curge apa, salcia crește”. Nu a putut fi atinsă o altă placă, așa că Stacie a folosit o monedă din fântână pentru a lovi emblema de pe ea. A făcut o ușă deschisă în partea de jos a fântânii. Următorul indiciu spunea: "Progresează încet ca un cimbru de amiază. Creșterea unui copac este o reflectare a timpului". Turnul cu ceas s-a reflectat în fântână și era aproape prânz, așa că s-au dus la turnul ceasului. A urmat Joe și Marty
Ceasul orașului este ca o cutie muzicală. Micuțe animale de lemn și oameni au ieșit de pe ușile din față la prânz. Ceasul a zguduit și a cântat o melodie. Fetele au stat câteva ore, dar nu și-au dat seama de următorul indiciu. S-au întors în turnul ceasului în fiecare zi, la fel și Joe și Marty, dar nimeni nu și-a dat seama. Într-o zi, Stacie și-a dat seama că clopoțelele care cântă cântă o melodie. Skipper a cântat melodia pe tableta ei. Versurile au fost următorul indiciu: "Tot ce aveți nevoie. Se află sub arborele de salcie". Au mers la primul salcie și cățelușii au săpat. În timp ce fetele erau distrase, Joe și Marty luau rucsacul lui Skipper și tableta ei, pe care le documentase descoperirile
Barbie a observat că aproape tot ce era în Willows era închis sau avea nevoie de reparații. A doua zi, ea s-a alăturat vânătorii de comori. Tableta lui Skipper dispăruse, dar mai aveau harta originală și farmecul de salcie pe colierul lui Stacie
Pe hartă erau versuri de cântece. Barbie a citit al doilea verset: „Întâlnește-mă acolo la trei. Până la urmă pomul de salcie umbroasă
La ora trei, stăteau în umbra primului arbust de salcie al orașului. Soarele a strălucit de pe turnul ceasului și a aruncat o rază de soare pe iarbă, așa că puii au săpat și au găsit o altă placă cu emblema Willows. Placa a fost amestecată ca un puzzle, dar Chelsea a rezolvat-o. Pământul s-a zguduit și deodată s-a deschis un tunel în fața lor
Au intrat în tunel și au sfârșit într-o peșteră uriașă. Au traversat un pod de frânghie, iar pe cealaltă parte, a fost o stâncă abruptă. Joe și Marty s-au prins de ele, așa că nu a fost timp să folosească liftul. Barbie și surorile ei au folosit hamuri pentru a sari de pe marginea stâncii. Au ajuns la fundul peșterii pentru a fi întâmpinați cu o altă placă pe peretele peșterii. Stacie o apăsă și un perete se clătină, apoi dezvăluie un lac subteran.
La mal, era o ușă închisă la o boltă uriașă. Au folosit farmecul de salcie ca cheie a lacătului și ușa s-a deschis Camera era plină de comoară, dar Joe și Marty au încercat să o ia. În timp ce strângea comoara, Joe a atins o placă de aur așezată în pământ, așa că a existat o alunecare de stânci și apoi au fost prinși cu toții în interiorul bolții.
Taffy s-a despărțit de toată lumea, așa că, din afară, a atins o emblemă Willows și a deblocat ușa. Puii i-au legat pe Joe și Marty, iar fetele s-au întâlnit cu bunica și cu poliția din afara peșterii. Joe și Marty au fost duși la închisoare, iar fetele au donat comoara în oraș. Au avut parte de o comoară ca recompensă, dar donația a salvat orașul. Familia Christie a putut să rămână în Willows, deoarece tatăl ei a primit un nou loc de muncă; magazinele redeschise; iar scările de pe primărie au fost reparate.
Surorile au sărbătorit la Willowfest, iar când erau gata să plece acasă, au luat cățelușii cu ei. Tiffany a spus că va vizita ori de câte ori bunica Roberts ar putea. Cu comoara lor de recompensă, fetele au creat o nouă vânătoare de comori ascunzând comoara și făcând o nouă hartă pentru a oferi orășenilor ceva în care să creadă
Distribuție și personaje Barbie: Kelly Sheridan Skipper: Kazumi Evans Stacie: Claire Maggie Corlett Chelsea: Alyssya Swales Taffy: Chelsea Miller DJ: Taylor Dianne Robinson Rookie: Bronwen Holmes Miere: Amelia Șoichet-Stoll Bunica Roberts: Joanne Wilson Tiffany: Rebecca Șoichet Joe: Michael Daingerfield Marty: Sam Vincent Christie: Morgan Taylor Campbell Primarul Jenkins: Brian Dobson Jack: Brian Dobson Client Willowfest: Sam Vincent GPS Voice: Michael Daingerfield Lady Mistaken pentru Barbie: Kazumi Evans Părinții fondatori ai sălcii Bunicul Roberts
1. 1 2  „Barbie și surorile ei în marea aventură cu cățeluși”, Internet Movie Database, accesat în 6 noiembrie 2022